# Бондарев, Николай Петрович
Николай Петрович Бондарев (5 февраля 1945) — советский и российский тренер по лыжному спорту и биатлону. Заслуженный тренер России.

## Биография
Николай Бондарев родился 5 февраля 1945 года в деревне Матка (ныне Ханты-Мансийский район Ханты-Мансийского автономного округа). В 1961 году переехал в Ханты-Мансийск. В 1969 году окончил Свердловский техникум физической культуры. В 1978 году окончил Свердловский юридический институт.
В 1965—1987 годах работал на должности преподавателя физкультуры в средней школе, был тренером по лыжному спорту и директором детско-юношеской спортивной школы города Ханты-Мансийска. В 1987—1990 работал руководителем физвоспитания Ханты-Мансийского медицинского училища. В 1990—1995 годах был председателем комитета по физкультуре и спорту администрации города Ханты-Мансийска. С 1995 года — генеральный директор акционерного общества «Ханты-мансийскинтерспорт». С 2011 года — директор АУ ХМАО-Югры «Центр спортивной подготовки по теннису».
Избирался депутатом горсовета. Занимал должность президента союза биатлонистов Ханты-Мансийского автономного округа. Под его непосредственным руководством был реконструирован Центр зимних видов спорта имени А. В. Филипенко. В 2010-х годах занимался популяризацией тенниса в Ханты-Мансийске. Будучи тренером, подготовил ряд успешных спортсменов. Среди его воспитанников биатлонисты Сергей Данч и Юрий Кашкаров.

## Награды и звания
- Заслуженный тренер России[2]
- Заслуженный деятель физической культуры и спорта ХМАО-Югры[1]
- Ветеран труда ХМАО-Югры[1]
- Почётный житель города Ханты-Мансийска (2014)[1]